# Fack (Cancion de Eminem)
"Fack" (estilizado en mayúsculas) es una canción del rapero estadounidense Eminem , lanzada en 2005 en su álbum de grandes éxitos Curtain Call: The Hits . Fue una de las cuatro nuevas canciones del álbum. Eminem dijo en broma que estaba trabajando en una canción próxima en un tuit publicado en 2020.

## Trasfondo
En una entrevista con Detroit Free Press , Eminem afirmó en broma que "Fack" es su canción favorita que ha hecho. En 2016 en Lollapalooza en Brasil, Eminem interpretó la canción en concierto por primera vez, para sorpresa de la audiencia. Se ha realizado otras dos veces desde entonces. En 2021, la canción se volvió viral en TikTok , debido a que muchos se sorprendieron al escuchar la letra de "Fack".

## Recepción
El crítico de AllMusic , Stephen Thomas Erlewine , calificó la canción de "tremendamente extraña" y escribió que "encuentra a Eminem pasando toda la canción luchando contra un orgasmo; parece cansada, demasiado cerca del vulgar territorio de Weird Al, y eso no ayuda". Su referencia a Jenna Jameson parece un poco vieja".
Spence D. de IGN pensó que "Fack" era "bastante molesto", pero consideró que tenía una de las mejores producciones que Eminem había hecho. También dijo: "Lástima que su diatriba de dibujos animados con humor para ir al baño parezca un poco exagerada y un poco exagerada de esa manera forzada, que se esfuerza demasiado por ser cursi. Este es un caso en el que el ritmo Hubiera sido mejor atendido en otras circunstancias".
Sin embargo, HotNewHipHop consideró que la canción se había convertido en un clásico de culto y escribió: "De alguna manera, es demasiado bueno para caer en la categoría de tan malo que es bueno. El instrumental juguetón y circense que solo Slim Shady podría evocar. La idea de que en un momento u otro, Dr. Dre fue sometido a una sesión de escucha 'Fack'".